# 경북외국어고등학교
경북외국어고등학교(慶北外國語高等學校)는 대한민국 경상북도 구미시 남통동에 있는 공립 외국어고등학교이다.

## 학교 연혁
- 1995년 3월 24일 : 경북외국어고등학교 설립인가(각 학년 영어과 3학급, 일본어과 1학급, 중국어과 1학급)
- 1996년 3월 1일 : 윤진섭 초대 교장 취임
- 1996년 3월 4일 : 제1회 입학식(남 57명, 여 93명 계 150명)
- 1996년 10월 14일 : 영자신문(The Gyongbuk Communicator) 제1호 발간
- 1997년 4월 21일 : 교사 및 생활관 준공
- 1999년 2월 1일 : 교지 “솔숲” 창간호 발간
- 2002년 6월 14일 : 교육인적자원부 지정 자율학교 인가(2003. 3~)
- 2009년 2월 28일 : 영어전용교실 완공
- 2014년 3월 1일 : 도지정 연구학교 운영(영역 자율과제)
- 2016년 2월 26일 : 급식소 현대화 사업 완료
- 2016년 5월 31일 : 도서관 리모델링 실시
- 2019년 8월 12일 : 예지관(생활관) 리모델링 후 입주
- 2020년 3월 1일 : 고교학점제 선도학교 지정(2020.3.1.~2023.2.28.)
- 2021년 9월 1일 : 제11대 김동일 교장 부임
- 2022년 2월 10일 : 제24회 졸업식(영어과 72명, 일본어과 20명, 중국어과 24명 계 116명, 누계 3,231명)
- 2022년 3월 2일 : 제27회 입학식(영어과 76명, 일본어과 25명, 중국어과 21명 계 122명 입학)

## 설치 학과
- 영어과
- 중국어과
- 일본어과

## 참고 자료
- 경북외국어고등학교 - 한국교육학술정보원 학교알리미